# Adam und Evchen
Adam und Evchen ist eine Serie von Comicstrips des deutschen Zeichners und Humoristen Loriot, die 1956 in 29 Folgen in der Illustrierten Quick erschien. Inhalt war das Eheleben eines jungen Paares. Die Serie wich deutlich vom sonstigen Zeichenstil Loriots ab, was auf die Einflussnahme der Quick-Redaktion zurückzuführen ist. Sie ist im Gegensatz zu vielen anderen Zeichnungen Loriots nie in Buchform erschienen und weitestgehend in Vergessenheit geraten.

## Inhalt und Zeichenstil
Inhalt der Serie ist das Leben des jungen Ehepaares Adam und Evchen. In ihm sollen sich möglichst viele Leser wiedererkennen, was schon durch die Wahl der Namen und den Bezug zum biblischen Paar Adam und Eva deutlich wird. Auch der Einleitungstext der ersten Folge beschreibt dies:

„Aus 50 Millionen Deutschen (unser Bild zeigt nur einen Ausschnitt) griff unser Zeichner zwei Menschen heraus … Adam und Evchen, ein Ehepaar, dessen merkwürdige Erlebnisse Sie hier verfolgen können. Daß andere Ehepaare Ähnliches erlebten, ist völlig ausgeschlossen …“

Daneben ist das Bild eines Platzes zu sehen, auf dem sich eine größere Menschenmenge befindet. Ein kleiner Ausschnitt, der die Gesichter von Adam und Evchen zeigt, wird vergrößert dargestellt.
Die Zeichnungen der Serie sind als Comicstrips gestaltet. Diesen Stil hatte Loriot bereits in der 1954 und 1955 in der Weltbild erschienenen Serie Familie Liebsam verwendet und griff auf ihn nochmal zwischen 1963 und 1964 für die Quick-Serie Poppe & Co zurück. Daneben erschien zwischen 1953 und 1969 im Sternchen, der Kinderbeilage des Sterns, der Comicstrip Reinhold das Nashorn, für den Loriot die Zeichnungen lieferte.
Die beiden Protagonisten Adam und Evchen unterscheiden sich in ihrem Aussehen deutlich vom Knollennasenmännchen, das Loriot zu dieser Zeit bereits in Zeichnungen verwendete und das zu seinem Markenzeichen wurde. So trägt Adam zwar meist auch einen schwarzen Cutaway und eine gestreifte Hose, sein Kopf ist aber größer und rundlicher. Seine Nase ist deutlich kleiner, sein schütteres Haar trägt er im Gegensatz zum Seitenscheitel des Knollennasenmännchens glatt nach hinten gekämmt und folgt damit der Mode der damaligen Zeit. Während für den Germanisten Stefan Neumann, der seine Dissertation zu Loriots Werk verfasste, der Gesichtsausdruck des Knollennasenmännchens durch seine fliehende Stirn und den spitz zulaufenden Mund in der Regel zwischen Ringen um Contenance und einem Hauch von Dummheit oder Entsetzen liegt, wirkt Adam auf ihn durch seinen kleinen, nach unten gezogenen Mund meist melancholisch. Das Aussehen Evchens weicht noch deutlicher ab und ist eine absolute Ausnahme in Loriots zeichnerischem Werk. Im Vergleich zur Knollennasenfrau wirkt sie durch erkennbare Brüste, eine schmale Taille und ein betontes Gesäß deutlich femininer. Dies setzt sich auch in den langen schwarzen Haaren und ihrem Gesicht mit der sehr kleinen Nase und gezeichneten Lippen fort. Damit gleicht sie aus Neumanns Sicht eher einer Figur von Manfred Schmidt, der ebenfalls für die Quick zeichnete. Ihr Gesichtsausdruck wirke meist noch melancholischer als der ihres Mannes. Insgesamt sehen beide Figuren deutlich jünger aus als das gängige Knollennasenpaar von Loriot.
Diese Jugendlichkeit schlägt sich in der Regel nicht im Inhalt der einzelnen Folgen nieder, die so auch mit dem alterslosen Knollennasenpaar gezeigt werden könnten. Eine Ausnahme davon bildet die sechste Folge. In ihr ist das Paar zunächst in einer Nachtbar zu sehen. Adam verfolgt aufmerksam die Darbietung einer leicht bekleideten Frau. In den beiden folgenden Bildern sieht man, wie Evchen eine Suppenterrine an den heimischen Esstisch bringt und dabei dieselben Dessous wie die Frau in der Nachtbar trägt. Adam blickt nur kurz auf und wendet sich danach wieder seiner Zeitung zu, worauf Evchen mit einem gesenkten und enttäuschten Blick reagiert. Dass Evchen wie in dieser Folge als Opfer nicht komisch, sondern eher bemitleidenswert wirkt, ist häufiger der Fall. Komik komme laut Stefan Neumann vor allem in den Folgen auf, die mit dem Wechselspiel der Geschlechterrollen spielen oder bei denen das Paar gegen andere zusammenarbeite.
Auffällig ist, dass die Serie abgesehen von der Einführung der ersten Folge und Untertexten bei Folge 5 und 6 vollständig auf die Verwendung von Text verzichtet.

## Entstehung und Veröffentlichung
Loriot war seit Mai 1954 fest im Verlag Th. Martens & Co. angestellt. Dabei konzentrierte sich sein Schaffen zunächst auf die Zeitschrift Weltbild, für die er beispielsweise ab April 1955 die Wahren Geschichten zeichnete. In der Illustrierten Quick desselben Verlags waren in den Jahren 1954 und 1955 nur insgesamt vier von Loriot gestaltete Rückseiten und eine Einzelzeichnung erschienen. Die Serie Adam und Evchen, die zwischen dem 14. Januar und dem 28. Juli 1956 wöchentlich in insgesamt 29 Folgen erschien, stellte somit eine Art Debüt des Zeichners in dieser Zeitschrift dar. Der besondere Stil der Zeichnungen, der von allem abwich, was Loriot bis dahin gezeichnet hatte, und auch später nie mehr aufgegriffen wurde, ging auf Mitarbeiter der Quick zurück. So berichtet Loriot in einem Interview mit Robert Gernhardt, das 1993 im Stern erschien, dass er sich einmal von einem Redakteur habe erpressen lassen, liebenswürdigere Gesichter zu zeichnen. Später bestätigte er gegenüber Stefan Neumann, dass sich diese Bemerkung auf Adam und Evchen bezog.
Mit der Serie begann eine schleichende Entwicklung, bei der Loriot den Fokus seiner Arbeit auf die Quick verlagerte, die im Gegensatz zur zweiwöchentlich erscheinenden Weltbild jede Woche erschien und eine deutlich höhere Verbreitung hatte. Seine letzten Arbeiten in der Weltbild erschienen 1959; für die Quick arbeitete er bis Ende 1970.
Anders als viele andere zunächst in Zeitschriften erschienene Zeichnungen Loriots, beispielsweise die Stern-Serie Auf den Hund gekommen, wurde Adam und Evchen nie als Buch veröffentlicht. Auch in Sammelwerke und Ausstellungskataloge wurde die Serie nicht aufgenommen. Dies trifft auch auf Familie Liebsam zu. Von der Serie Poppe & Co wurden nur einzelne Zeichnungen ohne Bezug zur Serie in Sammelbänden veröffentlicht. Damit ist Reinhold das Nashorn der einzige von Loriots vier Comicstrips, der als Buch veröffentlicht wurde.

## Bewertung
Stefan Neumann sieht Adam und Evchen als Rückschritt in der Entwicklung des Werkes Loriots an und zählt sie zu seinen weniger geglückten Arbeiten. Neben dem vom übrigen Schaffen Loriots abweichenden Zeichenstil sieht er das Fehlen von Text negativ. So hatte Loriot zu dieser Zeit bereits den Kontrast zwischen Text und Bild als Mittel zur Erzeugung von Komik entdeckt, der sein späteres zeichnerisches Werk auszeichnete, aber auch Teil seines Fernseh- und Opernschaffens wurde. Positiv hebt Neumann hervor, dass es Loriot in der Serie mehr als einmal gelinge, die Komik der Tücken des Familienalltags darzustellen, was er vorher in der Serie Familie Liebsam nicht erreicht habe. Dieses Thema entwickelte sich später zu einem Hauptinhalt von Loriots humoristischem Schaffen, so etwa in seinem Gedicht Advent, den Trickfilm-Sketchen Das Frühstücksei und Feierabend sowie seinen beiden Spielfilmen Ödipussi und Pappa ante portas.
Auch Loriot selbst scheint mit Adam und Evchen nicht zufrieden gewesen zu sein. So äußerte er im oben erwähnten Interview mit Robert Gernhardt, dass das Eingehen auf Anregungen der Quick-Redaktion „gründlich schief[gegangen]“ sei. Außerdem ist für Neumann auch der vollständige Verzicht auf die Veröffentlichung von Zeichnungen in Büchern ein Hinweis auf eine negative Sicht Loriots auf die Serie.